# Московские церковные ведомости
«Московские церковные ведомости» — еженедельная православная газета для духовных и светских лиц, которая выходила в Москве с 1869 по 1918 год включительно. После Октябрьской революции, как и большинство религиозных изданий России, была закрыта большевиками. До 1880 года газета называлась «Московские епархиальные ведомости».
Газета «Московские церковные ведомости» издавалась энтузиастами Общества любителей духовного просвещения в московской типографии с 1871 года и содержала, кроме московской хроники и внутренних известий, статьи о славянских народах, миссионерской деятельности и по разным вопросам церковной истории и критико-библиографический отдел. Периодическое печатное издание выходило под редакцией литургиста и византолога профессора гомилетики, литургики и церковной археологии Московской духовной академии Ивана Мансветова.
В официальной части издания публиковались Высочайшие повеления, указы Святейшего синода, распоряжения епархиальных властей города и т. п. Газета имела «Приложения к Московским церковным ведомостям», где печатались различные протоколы Общества любителей духовного просвещения, а также материалы по истории христианства и статьи общественно-политической направленности.